# Jablko

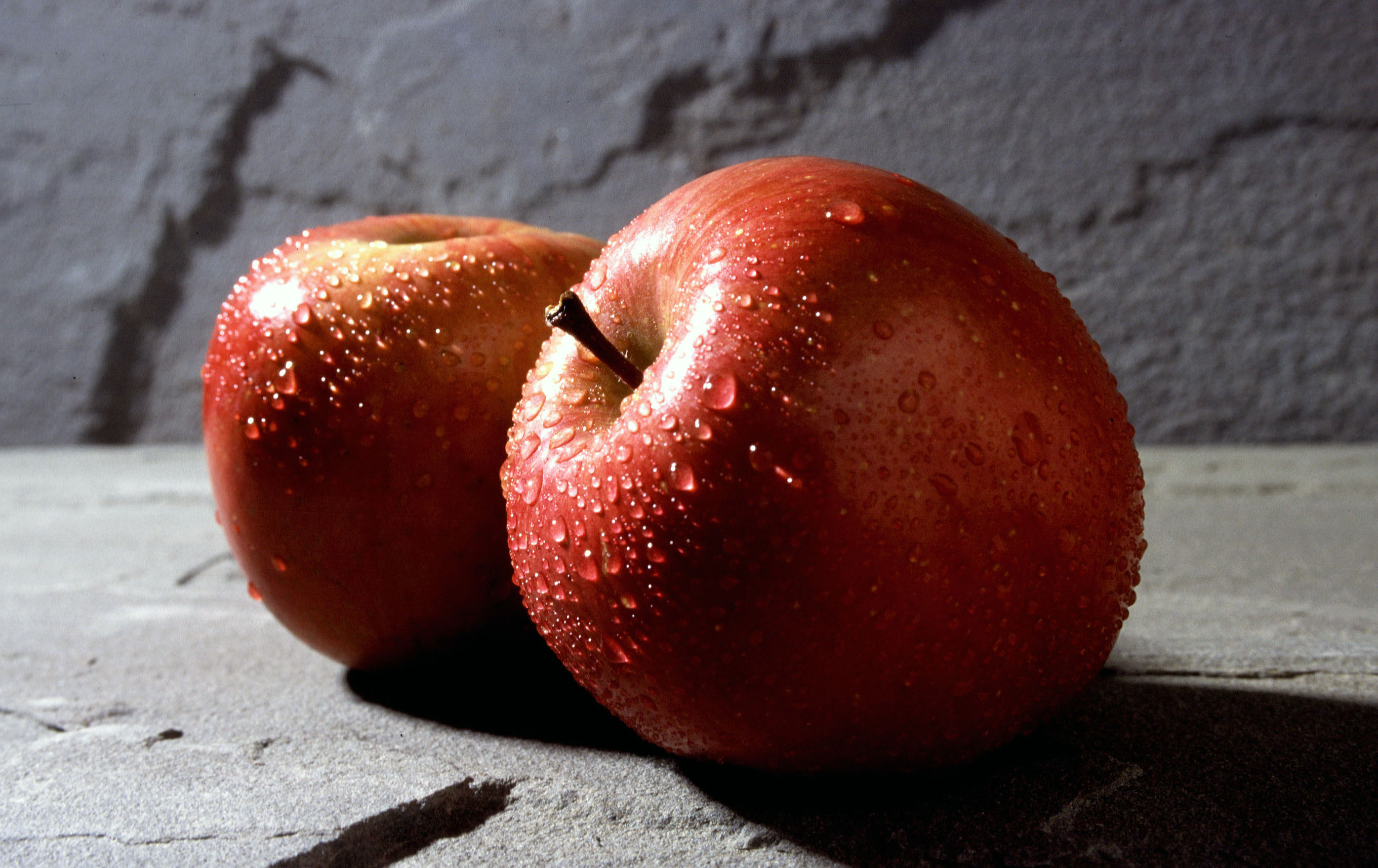
Jablka odrůdy Fuji

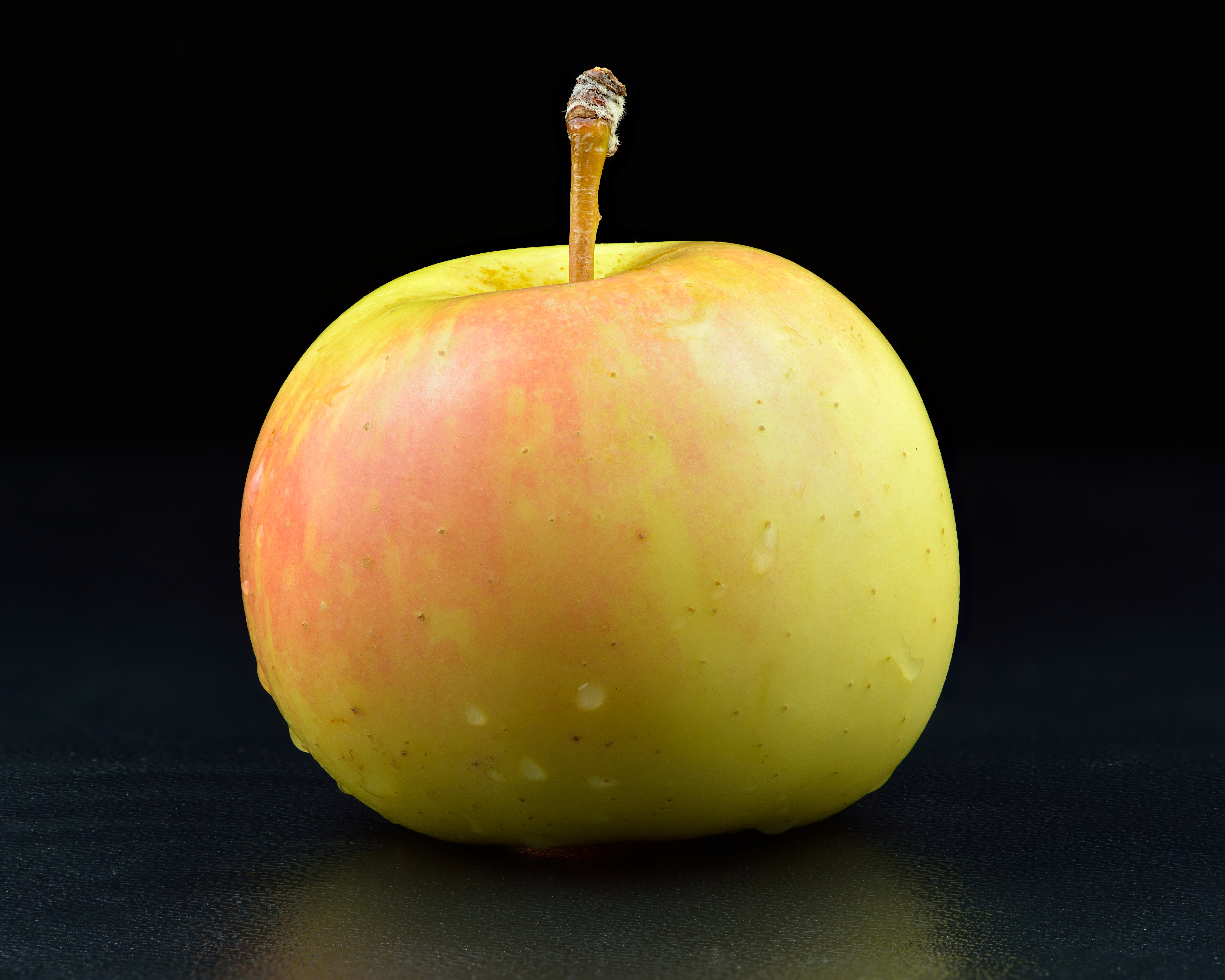
Jablko

Jablko (lidově jabko) je plod jabloní, svým typem řadící se do malvic. Užitkovou vlastnost mají jablka z jabloně domácí, která patří mezi nejkonzumovanější a nejpěstovanější druhy ovoce především ve střední Evropě.

## Historie a kultura
Jabloň Sieversova je původním druhem, který byl domestikován v Kazachstánu.
Jablko se v kultuře člověka vyskytuje již tisíce let. V křesťanství prvotní hřích lidského pokolení, utržení zakázaného plodu ze stromu poznání, bývá tradičně spojován s jablkem. V bibli se ovšem o onom stromu a plodu utrženém Evou nepíše nic bližšího. Královské jablko se stalo součástí symbolů královské moci. Z řecké mytologie je známo zlaté jablko ze zahrady Hesperidek s nápisem „Té nejkrásnější“, jablko sváru mezi bohyněmi, který měl rozsoudit Paris. Toto jablko stálo na počátku událostí, které vedly k Trójské válce a pozdějšímu pádu Tróje.
Jablka jsou v mnoha zemích spojena i s Vánocemi. Na Štědrý den se rozkrajují a věští se z nich budoucnost. Pokud má jádřinec jablka po rozkrojení tvar hvězdičky, člověk bude v následujícím roce zdravý a šťastný. Naopak jablko uvnitř plesnivé či červivé značí nemoc, pokud má jádřinec namísto hvězdičky tvar kříže, znamená to smrt.

## Pěstování, konzumace a obchod

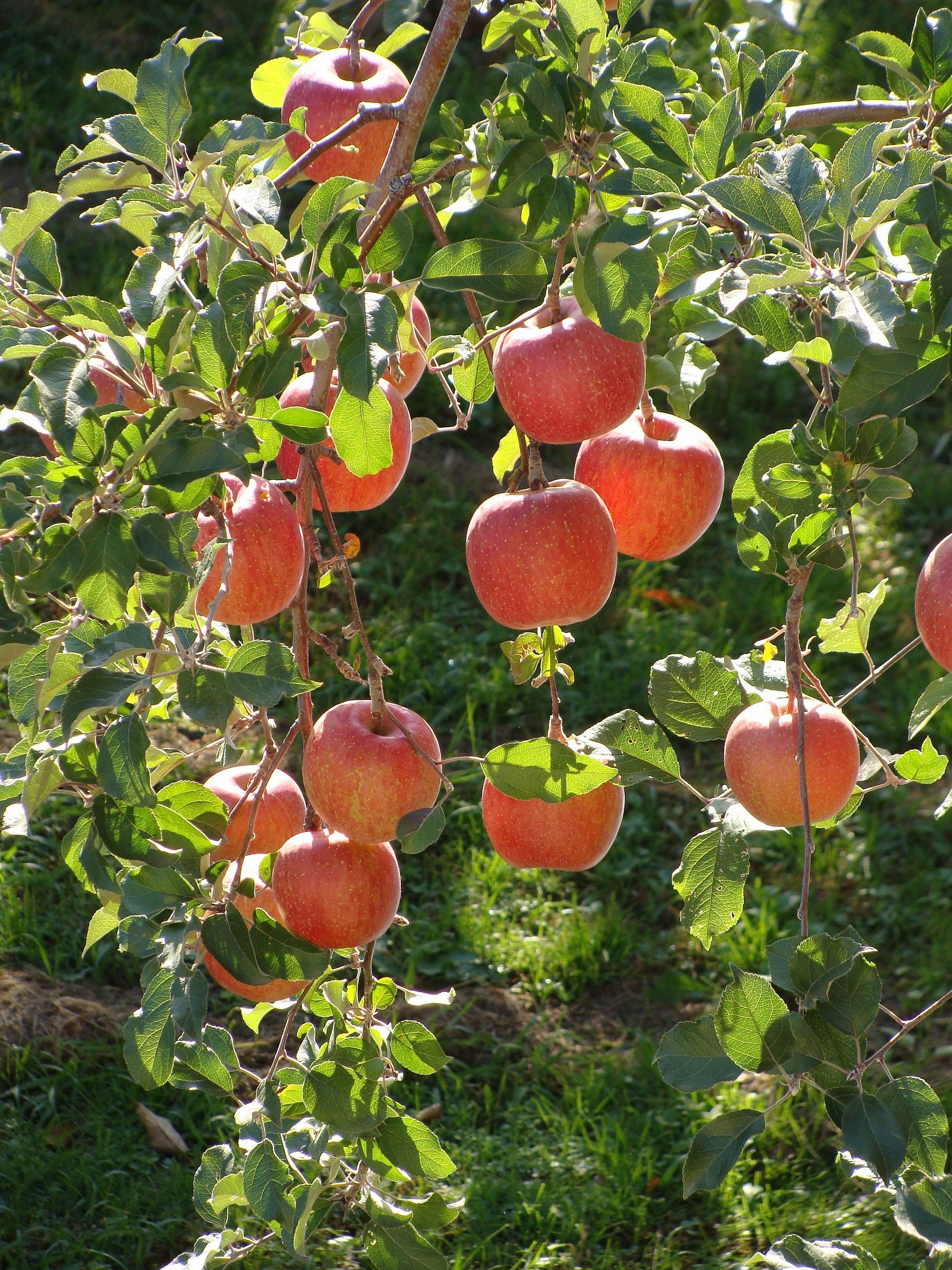
Jablka na jabloni

Jablka jsou důležitou součástí lidského jídelníčku. Vyrábí se z nich mošty a džusy, džemy, kompoty, čaje, aroma do jiných jídel. Mají nezastupitelné místo ve výživě – obsahují celou řadu látek prospěšných organismu, zvyšují imunitu, mají vliv na odolnost vůči stresu. Pro všechny tyto účinky se v populární literatuře a časopisech často opakuje doporučení konzumovat nejméně jedno jablko denně. Zajímavé je, že aromatické látky z jablek, pokud je v organismu nezničíme jinými látkami v potravě, prostupují tělem a uvolňují se např. skrze vlasy ven, pravidelní konzumenti jablek tak doslova voní po jablíčkách.[zdroj?]
Všudypřítomnost jabloní a jablek vedla po r. 1989 ke značné devalvaci jejich hodnoty.[zdroj?] Tisíce jabloní v sadech i jiných místech Česka bylo vykáceno anebo ošetřovatelsky zanedbáno tak, že jejich úrodnost klesla na zlomek původního stavu. Spolu s likvidací zařízení na zpracování jablek to znamenalo, že cena ovoce, která by mohla být minimální[zdroj?], je dnes na trhu v ČR v průměru vyšší než cena banánů nebo pomerančů. Rovněž řada produktů, které se vyráběly tradičně z padaných jablek z českého trhu do velké míry vymizely.
Plody dozrávají na konci léta nebo na podzim. Mají většinou kulovitý tvar (některé odrůdy jsou zploštělé, jiné vejčité) o průměru 5 až 9 cm, některé odrůdy až 15 cm. Slupka zralého plodu se může lišit podle odrůdy, od zelené (např. odrůda Granny Smith) přes žlutou (např. odrůdy Golden Delicious, Zlatá reneta) až po sytě červenou (např. odrůdy Idared, Spartan), častá jsou červená „líčka“ na žlutém či zeleném základě. Pozdní odrůdy se dají dobře skladovat, ve vhodných podmínkách vydrží až do jara.
Světová produkce jablek stabilně stoupá, v roce 1980 bylo sklizeno 34,6 milionů tun, v roce 2007 již přes 64 milionů tun. V roce 2007 byla zdaleka největším producentem Čínská lidová republika s 27,6 miliony tun (42,8 % světové produkce), s velkým odstupem následují Spojené státy americké (6,6 %), Írán (4,1 %), Turecko (3,5 %), Rusko (3,5 %), Itálie (3,2 %), Indie (3,1 %) a Francie (2,8 %).
Většina produkce se spotřebuje v zemích produkce, předmětem mezinárodního obchodu bylo v roce 2006 7 milionů tun. Mezi největší vývozce patřila Čínská lidová republika (11,2 % světového vývozu), Chile (10,1 %), Itálie (9,9 %), Francie (9,5 %) a Spojené státy americké (8,9 %); mezi největší dovozce pak Rusko (11,7 % světového dovozu) a Německo (10,0 %). V České republice bylo v roce 2008 sklizeno z 11,5 milionů stromů 154 tisíc tun jablek. V roce 2017 bylo sklizeno z 10,8 milionů stromů 105 tisíc tun jablek.

## Využití plodů
Jablka mají pestré možnosti využití: především se konzumuje přímo, kromě toho se z jablek vyrábí množství dalších produktů.

### Sušené ovoce
Sušení patří k nejstarším způsobům konzervace a dnes opět nachází své příznivce. Šetrným sušením při nižších
teplotách (pod 48 °C) se uchová ze všech způsobů konzervace nejvíce vitamínů a minerálních látek.[zdroj?] Sušením se v ovoci koncentrují ovocné cukry, čímž se zamezí vývoji nepříznivých mikroorganismů. Tak si ovoce zachovává charakteristickou chuť, vůni a vzhled. Sušená jablka můžeme jíst i po namočení do vlažné vody nebo mléka, používají se při pečení i vaření. Zlepšují činnost střev, snižují cholesterol, normalizují střevní mikroflóru.
Sušená jablka jsou označována jako křížaly, v nářeční mluvě jako „krajánky“.
Ve speciálních manufakturách se jablka suší až 2 měsíce, což je postup pro nejvyšší možnou kvalitu.

### Jablečná šťáva
je výtečným zdrojem vitamínů, přírodního cukru, pektinu, ovocných kyselin a dalších přírodních látek. Současně má šťáva vysoký obsah vlákniny. Vyrábí se nejčastěji lisováním rozemletých jablek – jablečné drtě. Pro další uchování jablečné šťávy je třeba šťávu konzervovat vyšší teplotou (pasterizace), zahustit (výroba koncentrátu na odparkách) či zchladit.
Nefiltrovaná 100% jablečná šťáva bez přidání cukru či jiných ochucovadel se nazývá jablečný mošt.

### Jablečný destilát
Po zkvašení ovocných cukrů v rmutu z drcených jablek nebo přímo jablečné šťávy vzniká pomocí destilace ovocná pálenka – jablkovice (calvados).

## Léčivé účinky
Jablka obsahují vitamín C a řadu antioxidantů, které chrání DNA v lidských buňkách a snižují tak riziko vzniku rakoviny, podobně jako množství vlákniny. Jiné látky chrání mozek před Parkinsonovou a Alzheimerovou chorobou.
Dále také například:
- snižují krevní tlak a hladinu cholesterolu a krevních tuků
- posilují imunitní systém, srdce a krevní oběh
- stabilizují hladinu cukru v krvi
- příznivě ovlivňují celou zažívací soustavu
- mají vysoký obsah vlákniny
- posilují dásně
- působí protizánětlivě

## Průměrný obsah
Jablko obsahuje přibližně 100 miliónů bakterií z téměř 100 tisíc mikrobiálních druhů, přičemž jejich koncentrace ve slupce je menší. Počet bakterií ani nezáleží na tom, zda jde o organické nebo konvenční zemědělství, ale organické poskytuje větší druhovou rozmanitost bakterií.
Tabulka udává dlouhodobě průměrný obsah živin, prvků, vitamínů a dalších nutričních parametrů zjištěných v syrových jablkách. Významný podíl vlákniny a minerálních látek je ve slupce, takže loupaná jablka mají výrazně horší podíl takovýchto složek.
| Složka          | Jednotka | Průměrný obsah | Prvek (mg/100 g) | Průměrný obsah | Složka (mg/100g) | Průměrný obsah |
| --------------- | -------- | -------------- | ---------------- | -------------- | ---------------- | -------------- |
| voda            | g/100 g  | 85,4           | Na               | 3              | vitamin C        | 3–20           |
| bílkoviny       | g/100 g  | 0,4            | K                | 100            | vitamin D        | 0              |
| tuky            | g/100 g  | 0,1            | Ca               | 3              | vitamin E        | 0,27           |
| cukry           | g/100 g  | 11,2           | Mg               | 3              | vitamin B6       | 0,06           |
| celkový dusík   | g/100 g  | 0,05           | P                | 8              | vitamin B12      | 0              |
| vláknina        | g/100 g  | 1,6            | Fe               | 0,1            | karoten          | 0,017          |
| mastné kyseliny | g/100 g  | stopy          | Cu               | 0,02           | thiamin          | 0,03           |
| cholesterol     | g/100 g  | 0              | Zn               | 0,1            | riboflavin       | 0,02           |
| energie         | kJ/100 g | 190            | Mn               | 0,1            | niacin           | 0,1            |

## Rozdělení jakostí
V České republice jsou definovány následující jakosti jablek:

### I. jakost
- Jablka této třídy musí mít vlastnosti typické pro danou odrůdu
- Dužnina musí být zcela nepoškozená
- Dovolena je lehká vada tvaru či lehké poškození stopky
- Vady slupky (pokud je poškození podlouhlého tvaru) o délce max 2 cm, ostatní poškození o celkové ploše nejvýše 1 cm²
- Strupovitost povolena na ploše max. 0,25 cm²
- Velikost jablka minimálně 5,5 – 6,5 cm

### II. jakost
- Jablka musí mít také zachované vlastnosti typické pro danou odrůdu
- Dužnina musí být bez vážných vad
- Pokud není poškozena slupka, může chybět stopka
- Dovoleny jsou vady slupky tentokrát o délce nejvýše 4 cm, ostatní poškození o celkové ploše nejvýše 2,5 cm²
- Strupovitost povolena tentokrát na ploše až 1 cm²
- Velikost jablka minimálně 5,5 – 6,5 cm

## Typy sklizní jablek

### Setřesávací stroje pro sklizeň jablek
Setřásací stroj pro sklizení jablek je speciální typ zařízení, které využívá mechanický třepací systém k vytváření oscilujícího pohybu pomocí specifického vibračního mechanismu. Tento systém je základem pro oddělování ovoce od stromu, kde se vibrační síla přenáší na větve s dozrálým ovocem. Konkrétněji, mechanické vibrační zařízení distribuuje vibrační energii do různých oblastí jabloně, což umožňuje efektivní a rychlé sklizení ovoce. Tento proces minimalizuje poškození stromu a zajišťuje, že jablka jsou sklizena v optimálním stavu zralosti. Existují různé metody sklizně jablek pomocí setřásavacích systémů. Mezi tyto metody patří systém vzduchového vytřásání (ASS), systém otřásání kmenů (TSS) a systém otřásání koruny (CSS). Tyto systémy jsou navrženy tak, aby efektivně a šetrně sklízely jablka z různých částí stromu. Každý z těchto systémů má své specifické výhody a nevýhody, které je třeba zvážit při výběru nejvhodnější metody pro konkrétní situaci. 

### Autonomní sklízeče jablek
Autonomní sklizeň jablek je technologie, která se postupně vyvíjí. Roboti pro sklizeň jablek zahrnují detekci, lokalizaci, sběr a umístění jablek. Tato technologie nabízí zvýšenou efektivitu a přesnost. Autonomní sklízeče jablek pracují na základě dvou hlavních úkolů. Prvním úkolem je detekce a lokalizace ovoce na stromech. Tento proces využívá počítačového vidění a senzorů k identifikaci a umístění ovoce na stromech. Druhým úkolem je pohyb robotické paže a sklizeň ovoce. Když sklízeč detekuje jablko, tak robotická paže se přesune na pozici jablka a pomocí koncového efektoru ho oddělí od stromu. 